# Ni Amorim
Fernando Manuel Neiva Machado „Ni“ Amorim (* 1. März 1962 in Porto) ist ein ehemaliger portugiesischer Rennfahrer.

## Karriere
Amorim fuhr mit 19 Jahren seine ersten Rallyes in nationalen Meisterschaften. 1983 stieg er in den nationalen Tourenwagensport ein und fuhr dort bis 1994. Er erreichte dort vier Meistertitel (1987, 1989 und 1990 mit Ford Sierra und 1993 mit einem Opel Astra).
Zu seinen Tourenwagen-Höhepunkten gehörte nicht nur der Einstieg in die Deutsche Tourenwagen-Meisterschaft 1995, sondern auch die Macau-Einsätze zwischen 1992 und 1995. In der DTM-Saison 1995 (mit einem Opel Calibra vom Team Joest) erreichte er den 21. Gesamtplatz mit fünf Punkten. 
1997 stieg Ni Amorim in der FIA-GT-Meisterschaft um; dort erreichte er einige Punkteplätze (1997 Roock Porsche 911 GT2, 1998–2000 Chamberlain Chrysler Viper GTS-R, 2003 Graham Nash Saleen S7R). 2004 gelang ihm sein Meisterstück in der BRDC GT-Serie mit einem Ferrari 360 Modena.

## Statistik

### Le-Mans-Ergebnisse
| Jahr | Team                    | Fahrzeug             | Teamkollege            | Teamkollege          | Platzierung | Ausfallgrund |
| ---- | ----------------------- | -------------------- | ---------------------- | -------------------- | ----------- | ------------ |
| 1998 | Chamberlain Engineering | Chrysler Viper GTS-R | Gonçalo Gomes          | Manuel Mello-Breyner | Rang 21     |              |
| 1999 | Chamberlain Engineering | Chrysler Viper GTS-R | Hans Hugenholtz Junior | Toni Seiler          | Rang 14     |              |
| 2000 | Viper Team ORECA        | Chrysler Viper GTS-R | David Donohue          | Anthony Beltoise     | Rang 9      |              |
| 2001 | Viper Team ORECA        | Chrysler LMP 2001    | Seiji Ara              | Masahiko Kondō       | Ausfall     | Motorschaden |
| 2005 | Noël del Bello Racing   | Courage C65          | Romain Iannetta        | Christophe Pillon    | Ausfall     | Mechanik     |

### Sebring-Ergebnisse
| Jahr | Team                  | Fahrzeug           | Teamkollege          | Teamkollege      | Platzierung | Ausfallgrund |
| ---- | --------------------- | ------------------ | -------------------- | ---------------- | ----------- | ------------ |
| 2000 | Viper Team Oreca      | Dodge Viper GTS-R  | Jean-Philippe Belloc | Anthony Beltoise | Rang 9      |              |
| 2002 | Freisinger Motorsport | Porsche 911 GT3-RS | Romain Dumas         | Hans Fertl       | Ausfall     | Wagenbrand   |